# Armstrong Siddeley 17 hp
Der Armstrong Siddeley 17 hp ist ein Pkw, den der britische Hersteller Armstrong Siddeley von 1935 bis 1939 als Nachfolger des 15 hp fertigte.
Es gab Fahrgestelle mit drei verschiedenen Radständen: 2819 mm, 2946 mm und 3137 mm. Coupé und Sportlimousine gab es auf dem kurzen Fahrgestell, Limousine und Tourenwagen auf dem Standardfahrgestell und das lange Fahrgestell war der Pullman-Limousine und dem Landaulet vorbehalten. Die Wagen mit kurzem Fahrgestell erreichten eine Höchstgeschwindigkeit von 112 km/h, die mit Standardfahrgestell 109 km/h.
Ein obengesteuerter Sechszylinder-Reihenmotor mit 2394 cm³ Hubraum (Bohrung × Hub = 66,67 mm × 114 mm) war eingebaut, der eine Leistung von 60 bhp (44 kW) bei 3300/min abgab. Über ein manuelles Vierganggetriebe und eine Kardanwelle wurden die Hinterräder angetrieben.
Bis 1939 entstanden 4260 Exemplare des 17 hp.  Nachfolger war der 16-Six.

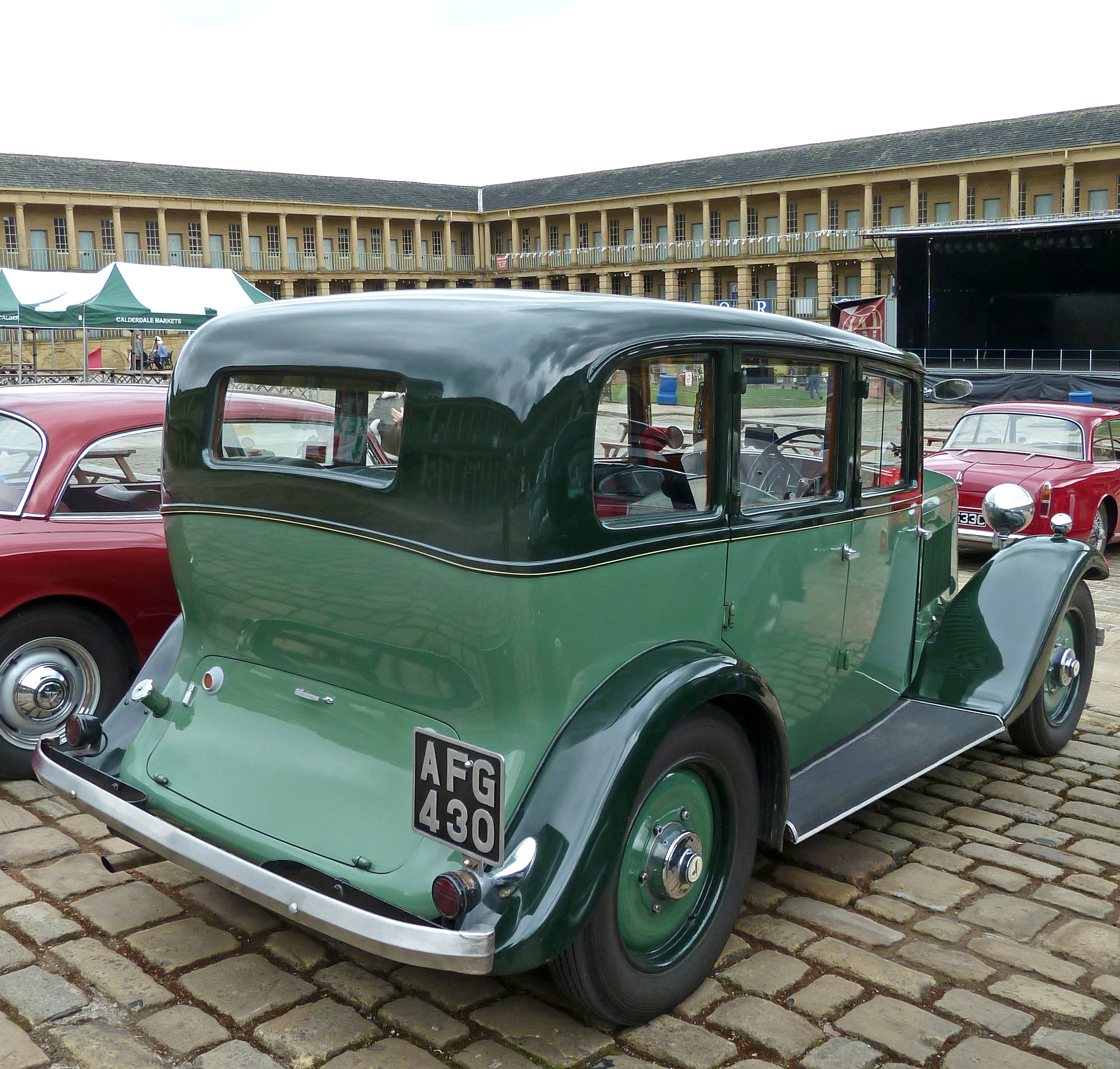
Limousine (Heckansicht)
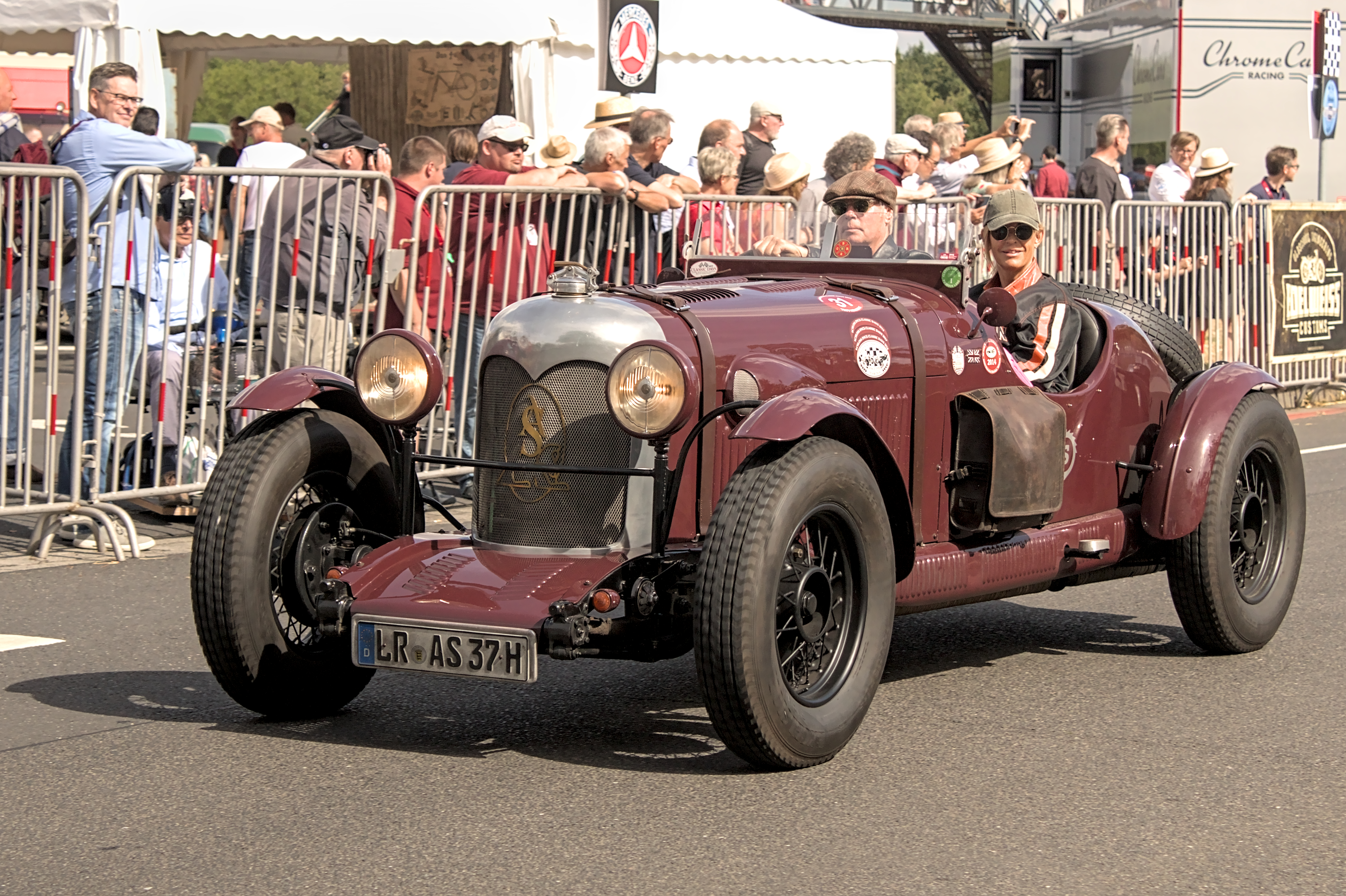
17 HP Special, 1937
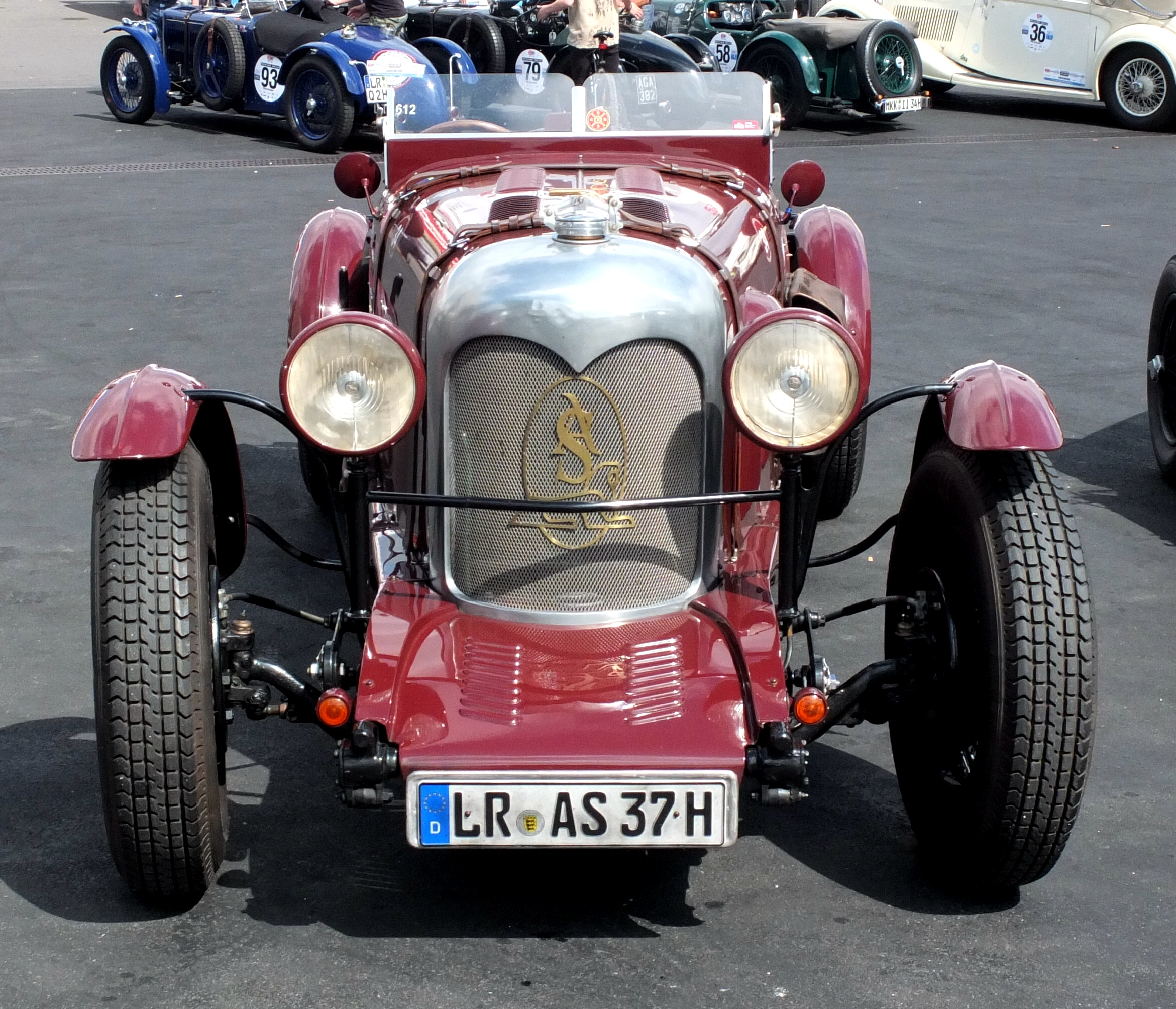
17 HP Special, 1937 (Frontansicht)